# Aeródromo Público de Sobral
O Aeródromo Público de Sobral - Coronel Virgílio Távora foi um aeródromo público regional localizado na cidade de Sobral, no Ceará.
Inaugurado em 15 de agosto de 1978, o Aeródromo Público de Sobral, que recebeu o nome do senador Virgílio Távora, ficava em meio a área urbana do município, próximo ao Campus da Universidade Estadual Vale do Acaraú (UVA) e à fábrica da Grendene, com reduzido espaço físico, não podendo ser expandido, por questões ambientais.
Com a inauguração do novo Aeroporto Regional de Sobral – Luciano de Arruda Coelho (IATA: JSO, ICAO: SN6L), localizado a 13 quilômetros da zona urbana da cidade, o antigo Aeródromo Público de Sobral iniciou um processo de desativação. Para isso, foi necessário um período de adaptação e de transição. Com a entrada em operação do novo aeroporto, a área do antigo aeródromo começou a integrada à malha urbana de Sobral. Nesse sentido, o Governo do Ceará e a Prefeitura de Sobral elaboraram um plano de reutilização dos 17,3 hectares. O objetivo é colaborar na promoção da integração do espaço do aeroporto antigo à cidade, através de uma ocupação ordenada.